# العيسوية (القدس)
تقع القرية إلى الشمال الشرقي من البلدة القديمة للقدس، تحدّها من الشرق التجمعات البدوية التابعة للعيزرية وعرب الكعابنة، ومن الشمال عناتا وشعفاط، ومن الجنوب الزعيم. تنقسم الولاية القضائية للقرية بين بلدية الاحتلال في القدس وبين الإدارة المدنية المسؤولة عن منطقة (ج). حرمت سلطات الاحتلال اهالي القرية من أراضيهم وصادرتها لصالح المستوطنات وجدار الضم والتوسع وما يسمى «الحديقة القومية». وقد تعرضت القرية لاعتداءات عديدة واغلاقات واقتحامات على مدار سنوات طويلة من الاحتلال، واعتقل الكثير من سكانها.

## خلفية تاريخية
تشير بعض الروايات التاريخية لروايتين في تسميتها؛ فالرواية الأولي الأكثر تأكيداً تعود البلدة لآل العيسوي أو العيساوي «الاشراف» العائد نسبهم للنبي محمد بن عبد الله من ابن ابنته السيدة فاطمة الزهراء زوجة علي بن ابي طالب، ورأي آخر 
```
تنسبها إلي الملك عيسي أخو الملك صلاح الدين الايوبي. أما الرواية الثانية فتنسبها إلي نبي الله المسيح عيسي الذي تظلل مع اصحابه تحت شجرة الخروب بها وأصبحت هذه الشجرة مقدسة فيما بعد. ويعود الأصل في دما سكانها إلي الاكراد العراق وسوريا وقبائل شبة الجزيرة العربية.
[
2
]
```

https://www.alnssabon.com/t24167.html

## الحياة اليومية في القرية
ينخرط أهالي العيساوية بقوة في النضال الفلسطينيّ اليوميّ من أجل التحرر الوطنيّ، ويتعرضون لسياسة العقاب الجماعيّ من قبل سلطات الاحتلال الإسرائيلي، ويأتي ذلك في صورة اقتحامات شبه يومية، اعتقالات تعسفية، اغلاقات دورية، واعتقالات الأطفال واغلاق المداخل الرئيسية والجانبية للقرية، بعد أن تم اغلاق المدخل الإضافي بالقرب من الجامعة العبرية للمركبات والمارة، واغلاق المدخل المحاذي لمحطة الوقود، الأمر الذي يلزم المواطنين أكثر من 15 ألف نسمة على استخدام مدخل واحد فقط، من بينهم 2000 طالب يتعلمون في مدارس خارج القرية. كما انّ الاغلاق يعرقل عمل خدمات الطوارئ. ولم يتوقف الامر فقط بإغلاق مداخل القرية وأيضا الاستخدام المفرط وغير المنضبط لسيارة المياه العادمة في شوارع القرية، والاستخدام واسع النطاق لقنابل الغاز وتوجيهها بشكل مباشر نحو البيوت السكنية والمواطنين.

وقد اكتسبت العيساوية في الآونة الأخيرة حضوراً واسعاً في الإعلام الدوليّ بعد اضراب ابنها الأسير السّياسيّ سامر العيساوي. وقد شارك أهالي القرية في تظاهرات مساندة لإضراب الأسير العيساوي الذي استمر ما يقارب 270 يوماً. وقد كانت ردّة فعل سلطات الاحتلال على هذه التظاهرات المساندة للإضراب عنيفة وقامت بحملة اعتقالات واقتحامات واسعة للقرية.

## صورة

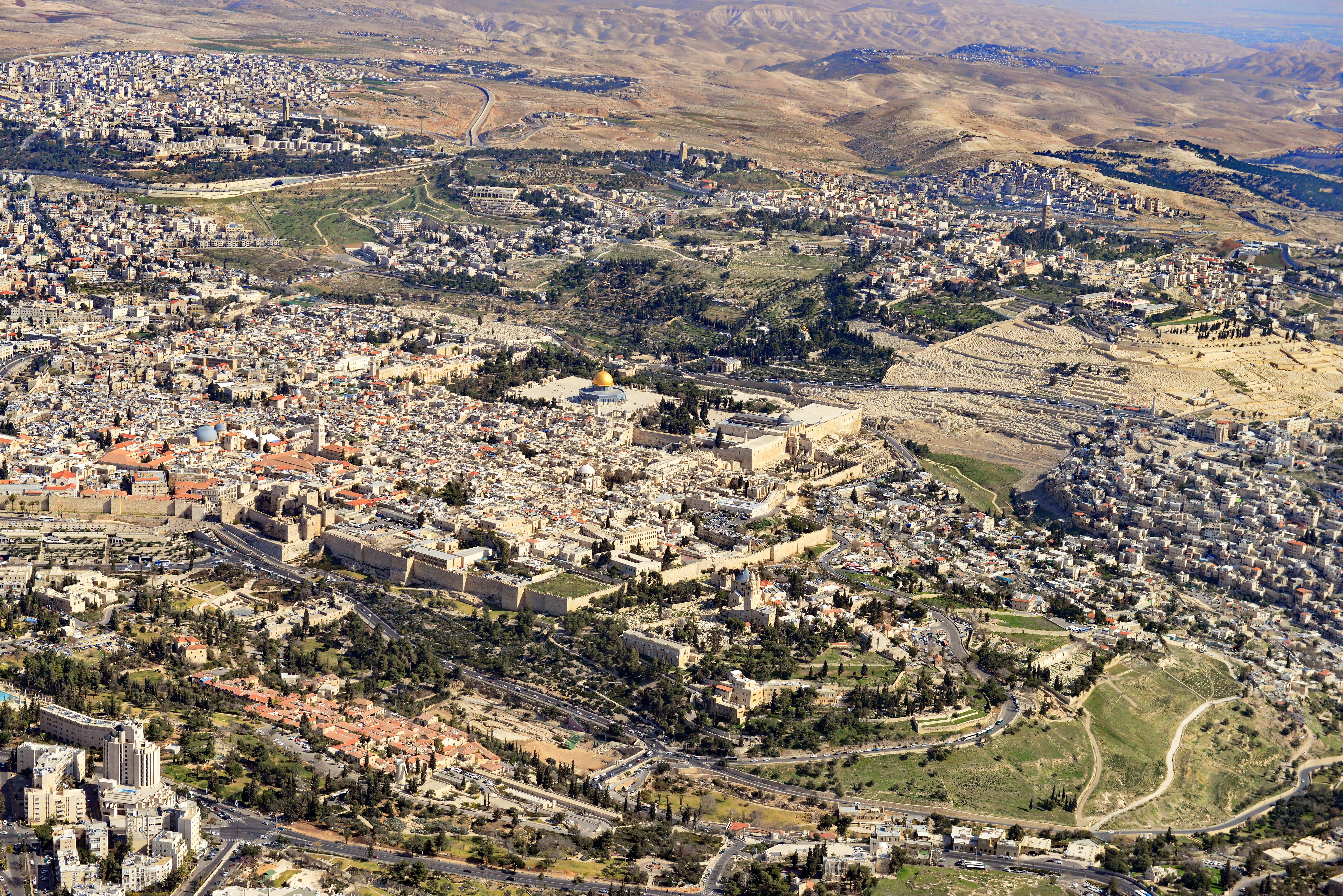
صورة جوية للقدس والمسجد الأقصى تظهر عدة أماكن منها العيسوية، وجبل الزيتون، وراس العامود، وأريحا -في الأفق- وغيرها